# Theocridini
Theocridini – plemię chrząszczy z rodziny kózkowatych i z podrodziny zgrzypikowych. 

## Zasięg występowania
Przedstawiciele tego plemienia występują w Afryce Subsaharyjskiej od Senegalu, Nigru i Erytrei na płn. po RPA na płd. oraz na Madagaskarze.

## Systematyka
Do Theocridini należy 60 gatunków i 11 rodzajów:
- Aplanodema
- Cedemon
- Cyrtocris
- Mimolagrida
- Paracedemon
- Paradocus
- Paratheocris
- Planodema
- Setodocus
- Theocris
- Trichodocus